# Helmut Engelbrecht
Helmut Engelbrecht (* 13. November 1924 in Ysper; † 23. November 2014 in Krems an der Donau) war ein österreichischer Pädagoge und Bildungshistoriker.

## Leben und Wirken
Helmut Engelbrecht wurde als Sohn eines Gendarmeriebeamten geboren. Er besuchte das Piaristengymnasium in Krems und war danach drei Jahre bei der deutschen Wehrmacht und dann kurz in amerikanischer Kriegsgefangenschaft. Ab 1945 studierte er Geschichte, Germanistik und Philosophie an der Universität Wien und schloss nach drei Jahren mit dem Lehramtszeugnis ab. 1948 promovierte er mit der Dissertation Die österreichischen Mitarbeiter der Historisch-politischen Blätter zwischen 1867 und dem Jahrhundertende.
Helmut Engelbrecht unterrichtete als Gymnasiallehrer an verschiedenen Schulen Niederösterreichs. Von 1970 bis 1989 war er Direktor des Piaristengymnasiums in Krems, wo er den großen Umbau und die Erweiterungsbauten initiierte. Gleichzeitig hat er sich zur Geschichte des österreichischen Bildungswesens verdient gemacht. An der Universität Wien war er ab 1967 als Lehrbeauftragter und ab 1987 als Honorarprofessor tätig, wo er die für angehende Gymnasiallehrer verpflichtende Vorlesung „Geschichte des österreichischen Bildungswesens“ hielt. Unter seinem Namen erschienen insgesamt 150 Veröffentlichungen über die Historiographie der Erziehung.
Helmut Engelbrecht war verheiratet, Vater von 3 Kindern und Großvater von 7 Enkeln.

## Auszeichnungen
- 1998 Ehrendoktorat der Universität Klagenfurt „in Würdigung seiner Verdienste um die Erforschung der österreichischen Bildungsgeschichte“[4]
- 2005 Wissenschaftspreis des Landes Niederösterreich[5]
- 2008 Wilhelm-Hartel-Preis „in Anerkennung seiner herausragenden Beiträge zu der Geschichte des österreichischen Bildungswesens“[3]
- 2014 Ehrenmitglied der philosophisch-historischen Klasse der Österreichischen Akademie der Wissenschaften[6]

## Publikationen
- Der Einheitsschulgedanke in Österreich im 19. Jahrhundert. In: Österreich in Geschichte und Literatur. ISSN 0029-8743, Bd. 15, 1971, S. 3–13.
- Lehrervereine im Kampf um Status und Einfluß. Zur Geschichte der Standesorganisationen der Sekundarschullehrer in Österreich. Österreichischer Bundesverlag für Unterricht, Wissenschaft und Kunst, Wien 1978.
- J. I. Felbiger und die Vereinheitlichung des Primarschulwesens in Österreich. Bemerkungen zur pädagogischen Schrift „Kern des Methodenbuches, besonders für Landschulmeister in den kaiserlich-königlichen Staaten“ (1777). Österreichischer Bundesverlag, Wien 1979 (Beilage zum Nachdruck „Kern des Methodenbuches (1777)“).
- Geschichte des österreichischen Bildungswesens. Von den Anfängen bis zur Gegenwart. 6 Bände. Österreichischer Bundesverlag, Wien 1982–1995.
- Relikt oder Zukunftsmodell? Zur Geschichte der katholischen Privatschulen in Österreich. öbv und hpt, Wien 2000.
- Wege zur Durchsetzung oder Verhinderung pädagogischen Fortschritts (oder was dafür gehalten wurde). Ergebnisse einer Analyse der österreichischen Bildungspolitik der letzten Jahrhunderte (= Retrospektiven in Sachen Bildung. R. 2, Nr. 52). Abteilung für Historische und Systematische Pädagogik der Universität Klagenfurt, Klagenfurt 2004.
- Lagerschulen. Schule unter Einfluss von Krieg und Vertreibung. Bildungsnotstand durch Kriegsereignisse, Kriegserfordernisse und Kriegsfolgen in Österreich. öbv und hpt, Wien 2004.
- Unendlicher Streit durch die Jahrhunderte – Vereinheitlichung oder Differenzierung in der Organisation österreichischer Schulen.  new academic press, Wien 2014.